# Rickenbach (Lucerne)
Pour les articles homonymes, voir Rickenbach.
Rickenbach est une commune suisse du canton de Lucerne, située dans l'arrondissement électoral de Sursee.

Vue aérienne (1964)

## Histoire
La commune a annexé le 1er janvier 2013 l'ancienne commune de Pfeffikon.